# Marcel Cooper
Marcel Cooper (ur. 10 września 1970) – amerykański zapaśnik w stylu klasycznym. Zajął 21 miejsce na mistrzostwach świata w 2006. Złoty medalista mistrzostw panamerykańskich z 2001. Drugi w Pucharze Świata w 2002 i czwarty w 2001. Srebro na mistrzostwach świata wojskowych w 2001 i brąz w 2000. Trzeci na igrzyskach wojskowych w 1999 roku.